# Cockburn Town (Bahamas)
Cockburn Town est une ville des Bahamas.